# Tây Nha Trang
Tây Nha Trang là một phường thuộc tỉnh Khánh Hòa, Việt Nam.

## Lịch sử
Ngày 16 tháng 6 năm 2025, Ủy ban Thường vụ Quốc hội ban hành Nghị quyết số 1667/NQ-UBTVQH15 về việc sắp xếp các đơn vị hành chính cấp xã của tỉnh Khánh Hòa năm 2025 (có hiệu lực từ ngày 16 tháng 6 năm 2025). Trong đó, hợp nhất các phường Ngọc Hiệp, Phuơng Sài và các xã Vĩnh Ngọc, Vĩnh Thạnh, Vĩnh Hiệp, Vĩnh Trung thành phường Tây Nha Trang.

## Địa lý
Phường Tây Nha Trang có ranh giới với các xã, phường:
- Phía Bắc giáp với phường Bắc Nha Trang và xã Diên Điền.
- Phía Nam giáp với phường Nam Nha Trang.
- Phía Đông giáp với phường Bắc Nha Trang và Nha Trang.
- Phía Tây giáp với xã Diên Khánh.

Phường có diện tích là 27,89 km², dân số năm 2025 là 108.065 người, mật độ dân số đạt 3.875 người/km².